# Чкаріно
Чка́ріно (рос. Чкарино, марій. Шнаран) — село у складі Совєтського району Марій Ел, Росія. Входить до складу Ронгинського сільського поселення.

## Населення
Населення — 607 осіб (2010; 629 у 2002).
Національний склад (станом на 2002 рік):
- марі — 68 %
- росіяни — 29 %